# Derambila infelix
Derambila infelix är en fjärilsart som beskrevs av Swinhoe 1885. Derambila infelix ingår i släktet Derambila och familjen mätare. Inga underarter finns listade i Catalogue of Life.